# Gymnophaps
Gymnophaps – rodzaj ptaków z podrodziny treronów (Raphinae) w obrębie rodziny gołębiowatych (Columbidae).

## Zasięg występowania
Rodzaj obejmuje gatunki występujące na Nowej Gwinei, Molukach (Buru i Seram) oraz Wyspach Salomona.

## Morfologia
Długość ciała 33–38,5 cm; masa ciała 259–385 g.

## Systematyka

### Etymologia
Gymnophaps: gr. γυμνος gumnos „goły, nagi”; φαψ phaps, φαβος phabos „gołąb”.

### Podział systematyczny
Do rodzaju należą następujące gatunki:
- Gymnophaps albertisii Salvadori, 1874 – krasnook ciemnogłowy
- Gymnophaps mada (E. Hartert, 1899) – krasnook długosterny
- Gymnophaps stalkeri (Ogilvie-Grant, 1911) – krasnook rdzawopierśny
- Gymnophaps solomonensis Mayr, 1931 – krasnook blady